# Jerry Butler
Jerry Butler Jr. (Sunflower, Mississippi, 8 de diciembre de 1939-Chicago, Illinois; 20 de febrero de 2025) fue un cantante de música soul, compositor y productor musical estadounidense.
Conocido tanto por su carrera en solitario como por su trabajo como vocalista principal del grupo The Impressions, en 1991 fue incluido en el Salón de la Fama del Rock and Roll. Durante su carrera como cantante solista consiguió incluir 55 sencillos en las listas de éxitos estadounidenses Billboard, 15 de ellos en el Top 10. 
Entre 1985 y 2018 se dedicó a la política, siendo elegido comisionado por el Condado de Cook (Illinois).

## Biografía
Butler nació en Sunflower, Mississippi en 1939. Siendo niño se trasladó con su familia a Chicago. Creció en Cabrini–Green una de las zonas más pobres y peligrosas de la ciudad. Comenzó a cantar en el coro de la iglesia, donde coincidió con Curtis Mayfield. Ya en la adolescencia ambos se unieron a un cuartero de Góspel llamado Northern Jubilee Gospel Singers y posteriormente a un sexteto llamado The Rooster en el que Mayfield era el único instrumentista. En 1958 el grupo cambió su nombre a The Impressions, un grupo vocal inspirado en la música de Sam Cooke, The Soul Stirrers, Five Blind Boys of Mississippi y Pilgrim Travelers. Butler coescribió para la banda la canción "For Your Precious Love" (la revista Rolling Stone la posicionó en el puesto 327 de la lista de las 500 mejores canciones de todos los tiempos). Buscando una discográfica que la quisiera publicar, the Impressions, cuyos miembros originales eran Curtis Mayfield, Sam Gooden, Fred Cash, audicionaron para Chess Records y Vee-Jay Records. El grupo firmó finalmente con Vee-Jay, y publicaron el sencillo "For Your Precious Love" en 1958. Fue el primer sencillo de The Impressions que llegó a disco de oro.
Butler fue apodado "Iceman" por el disc jockey de Filadelfia, Georgie Woods, durante una actuación en dicha ciudad. Escribió junto a Otis Redding la canción "I've Been Loving You Too Long" en 1965. La carrera en solitario de Butler incluyó numerosos éxitos Top 10. Los sencillos "He Will Break Your Heart", "Find Another Girl", "I'm A-Telling You", "Only the Strong Survive", "Moon River", "Need To Belong", "Make It Easy on Yourself", "Let It Be Me" (con Betty Everett), "Brand New Me", "Ain't Understanding Mellow" (con Brenda Lee Eager), "Hey, Western Union Man" y "Never Give You Up" tuvieron ventas millonarias. Su sencillo de 1969 "Moody Woman" se convirtió en un referente para el movimiento Northern Soul. Butler también publicó dos álbumes de éxito, The Ice Man Cometh (1968) y Ice on Ice (1969). The Ice Man Cometh recibió tres nominaciones a los premios Grammy. Muchos de sus éxitos contaron con la colaboración del equipo de compositores con sede en Filadelfia, Gamble y Huff. Con Motown, en 1976 y 1977 respectivamente, Butler produjo dos álbumes: Suite for the Single Girl y It All Comes Out in My Song, este último producido junto a Paul David Wilson.
Tony Orlando and Dawn publicó en 1975 una versión del tema "He Will Break Your Heart" bajo el título de "He Don't Love You (Like I Love You)", que consiguió mayor éxito que el original de Butler alcanzando el número 1 de la lista Billboard Hot 100.

A partir de 1985, Butler compaginó su carrera artística con la actividad política hasta su retirada en 2018.
Durante sus últimos años en activo, presentó en la cadena PBS varios programas especiales de televisión. Presidió además la Junta rectora de la Rhythm and Blues Foundation. En 1991, Butler fue incluido, junto a otros miembros originales de The Impressions (Curtis Mayfield, Sam Gooden, Fred Cash, Arthur Brooks y Richard Brooks) en el Salón de la Fama del Rock and Roll.
De entre las versiones que otras bandas han grabado de los temas de Butler, destacan la versión que The Hives realizó en el año 2000 del tema "Find Another Girl" y que incluyeron en su álbum Veni Vidi Vicious y la versión de The Black Keys del tema "Never Give You Up" para su álbum de 2010 Brothers.

## Vida personal
Estuvo casado con Annette Butler, a la que conoció siendo ella corista de su banda, hasta el fallecimiento de ella en 2019. El matrimonio tuvo dos hijo, Randy y Tony. Bulter tuvo un hermano menor, Billy Butler, que también se dedicó a la música. Durante sus últimos años de carrera estuvo tocando en la banda de Jerry hasta su fallecimiento en 2015.

## Discografía

### Sencillos
- 1960:	He Will Break Your Heart - Vee-Jay Records
- 1961:	Find Another Girl - Vee-Jay Records
- 1961:	I'm a Telling You - Vee-Jay Records
- 1961:	Moon River - Vee-Jay Records
- 1962:	Make It Easy on Yourself - Vee-Jay Records
- 1963:	Need to Belong - Vee-Jay Records
- 1964:	Let It Be Me (& Betty Everett) - Vee-Jay Records
- 1964:	Smile (& Betty Everett) - Vee-Jay Records
- 1967:	Mr. Dream Merchant - Mercury Records
- 1968:	Never Give You Up - Mercury Records
- 1968:	Hey, Western Union Man - Mercury Records
- 1968:	Are You Happy - Mercury Records
- 1969:	Only the Strong Survive - Mercury Records
- 1969:	Moody Woman - Mercury Records
- 1969:	What's the Use of Breaking Up - Mercury Records
- 1969:	Don't Let Love Hang You Up - Mercury Records
- 1970:	I Could Write a Book - Mercury Records
- 1971:	Ain't Understanding Mellow - Mercury Records

### Álbumes
- 1962:	Moon River - Vee-Jay Records
- 1963:	He Will Break Your Heart - Vee-Jay Records
- 1963:	Folk Song - Vee-Jay Records
- 1964:	Need to Belong - Vee-Jay Records
- 1967:	The Soul Artistry of Jerry Butler - Mercury Records
- 1969:	The Soul Goes On - Mercury Records
- 1969:	Ice On Ice - Mercury Records
- 1970:	You And Me - Mercury Records
- 1971:	Jerry Butler Sings Assorted Sounds - Mercury Records
- 1971:	The Sagittarius Movement - Mercury Records
- 1973:	Power of Love - Mercury Records
- 1974:	Sweet 16 - Mercury Records
- 1977:	Thelma & Jerry - Motown
- 1978:	It All Comes Out - Motown
- 1978:	Two to One - Motown